# Ломачук Іван Сергійович
Іва́н Сергі́йович Ломачу́к (6 лютого 1991 — 6 серпня 2014) — сержант Збройних сил України, учасник російсько-української війни.

## Життєвий шлях
Народився 1991 року в селі Піски (Житомирський район, Житомирська область). Проживав з батьками. Після закінчення школи вступив до Житомирського автомобільнодорожнього коледжу. По завершенні навчання мобілізований у березні 2014-го.
Навідник, 30-та окрема механізована бригада (3-й батальйон, 8 рота). На початку серпня з частиною направлений до зони бойових дій.
6 серпня 2014-го загинув під час бою на 43-му блокпосту під селом Степанівка. Разом з Іваном загинули сержанти Юрій Чечет, Володимир Степанюк, солдат Сергій Півоварчук.
Від 7 серпня перебував у списках зниклих безвісти. Знайдений та ексгумований пошуковцями місії «Евакуація-200» («Чорний тюльпан») 6 жовтня 2014-го.
Похований в селі Піски 21 грудня 2014-го з військовими почестями.
Без сина лишились батьки Сергій Миколайович та Олена Юріївна Ломачуки

## Нагороди та вшанування
За особисту мужність і героїзм, виявлені у захисті державного суверенітету та територіальної цілісності України, вірність військовій присязі під час російсько-української війни, відзначений — нагороджений
- орденом «За мужність» III ступеня (посмертно)
- 13 жовтня 2016 року у Пісківській ЗОШ відкрито пам'ятну дошку випускнику Івану Ломачуку.
- відзнакою Житомирської районної Ради «Честь і слава Житомирського району» (посмертно)
- його портрет розміщений на меморіалі «Стіна пам'яті полеглих за Україну» у Києві: секція 2, ряд 6, місце 18.
- в травні 2017 року меморіальну дошку Івану Ломачуку відкрили на фасаді Житомирського автомобільно-дорожнього коледжу.
- вшановується 6 серпня на щоденному ранковому церемоніалі вшанування захисників України, які загинули цього дня у різні роки внаслідок російської збройної агресії на Сході України.[3]